# Cant de la Senyera
El Cant de la senyera és una composició per a cor mixt amb música del mestre Lluís Millet i Pagès, sobre un poema de Joan Maragall, compost expressament com a himne de l'Orfeó Català. S'estrenà a Montserrat l'11 d'octubre de l'any 1896 en la cerimònia de la benedicció de la bandera de Catalunya. Va ésser prohibit pel règim franquista del 1939 al 1960. També actuà de facto com a himne, en competència amb Els segadors, quan aquest últim encara no havia estat oficialitzat. Avui en dia, molts cops s'interpreten conjuntament. La seva interpretació per una part del públic del Palau de la Música Catalana quan havia estat prohibit fou l'element central dels Fets del Palau el 1960.
Els segadors va ser restablert el 27 de març de 1993 com a himne nacional de Catalunya.

## Catalanisme
El cant de la senyera ha esdevingut un símbol en contra de la repressió del catalanisme arran dels fets del Palau de la Música, que es van produir el 19 de maig de 1960 durant l'homenatge del centenari del naixement del poeta català Joan Maragall amb presència de ministres de Franco. L'homenatge va tenir sobretot un ressò cívic, a causa dels aldarulls produïts arran de la prohibició governativa d'interpretar El cant de la senyera, inicialment previst al programa. Aquest dia l'Orfeó no va interpretar El cant de la senyera, però una part del públic sí. Entre els diversos detinguts hi havia el futur president de la Generalitat de Catalunya, Jordi Pujol, que tot i no ser al Palau era un dels organitzadors de la protesta i va ser sotmès a un consell de guerra i va anar a la presó.

## Lletra
Tornada:

Al damunt dels nostres cants

aixequem una Senyera

que els farà més triomfants.

Au, companys, enarborem-la

en senyal de germandat!

Au, germans, al vent desfem-la

en senyal de llibertat.

Que voleï!

Contemplem-la, en sa dolça majestat! (bis)

Tornada

Oh bandera catalana!,

nostre cor t'és ben fidel:

volaràs com au galana

pel damunt del nostre anhel:

per mirar-te sobirana, alçarem els ulls al cel. (bis)

Tornada

I et durem arreu enlaire,

et durem, i tu ens duràs:

voleiant al grat de l'aire,

el camí assenyalaràs.

Dona veu al teu cantaire,

llum als ulls i força al braç. (bis)

Tornada

Au, companys, enarborem-la

en senyal de germandat!

Au, germans, al vent desfem-la

en senyal de llibertat.

Que voleï!

Contemplem-la, en sa dolça majestat! (bis)

Tornada

Oh bandera catalana!,

nostre cor t'és ben fidel:

volaràs com au galana

pel damunt del nostre anhel:

per mirar-te sobirana, alçarem els ulls al cel. (bis)

Tornada

I et durem arreu enlaire,

et durem, i tu ens duràs:

voleiant al grat de l'aire,

el camí assenyalaràs.

Dona veu al teu cantaire,

llum als ulls i força al braç. (bis)

Tornada